# EuroBrun
EuroBrun Racing foi uma equipe suíça de Fórmula 1 que disputou as temporadas de 1988 e 1990. Sua sede ficava na cidade de Senago, na Itália.

## História

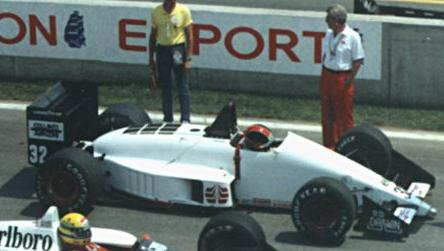
O ER188, carro guiado por Oscar Larrauri e Stefano Modena em 1988. Aqui, Larrauri no grid do GP do Canadá, onde abandonou.

Em 1988, o milionário suíço Walter Brun, que já possuía uma respeitável fama como piloto no mundial de esporte-protótipos, resolveu entrar na Fórmula 1. Ao seu lado, veio o veterano engenheiro Giampaolo Pavanello (ex-Alfa Romeo), que seria o diretor-esportivo. O primeiro carro da equipe, o ER188, foi projetado por Mario Tolentino e equipado com motor Ford-Cosworth, e teve como pilotos o argentino Oscar Larrauri e o italiano Stefano Modena.
Assim que Walter entrou na F-1, sua equipe já não tinha muitos recursos e a temporada de estreia foi razoável: em 16 provas, se classificou para 12 e completou 7, não marcando nenhum ponto, sendo o melhor resultado no ano um 11º lugar de Modena no Grande Prêmio da Hungria. Larrauri chegou a perder sua vaga para Christian Danner, que assinaria para a segunda metade do campeonato, mas a falta de espaço no cockpit impediu a contratação do alemão e o argentino foi mantido na equipe.
Para apagar o fraco desempenho no ano de estreia, Walter Brun confiou em melhoras para 1989. Alegando que pretendia competir apenas no Mundial de Protótipos, Larrauri anunciou que não seguiria na EuroBrun e foi substituído por Gregor Foitek, conhecido pelo acidente que quase comprometeu a carreira do inglês Johnny Herbert na Fórmula 3000 e chegou a ser advertido pela FIA. Na parte técnica, Pierluigi Corbari seria o novo diretor-técnico, enquanto os motores Ford Cosworth foram substituídos pelos propulsores da Judd. Foitek não obteve classificação para nenhuma das 11 provas em que foi inscrito, e Larrauri foi recontratado para seu lugar, mas também não teve êxito em conquistar uma vaga no grid das últimas 5 etapas.
Sem mais verbas, 1990 foi o último ano da EuroBrun, que assinou com o brasileiro Roberto Moreno e negociou com Johnny Herbert e Enrico Bertaggia para o segundo carro antes de contratar o também italiano Claudio Langes. Moreno surpreendeu ao liderar a pré-classificação de Phoenix e se classificar em 16º no grid, terminando a prova em 13º. Langes, que chegou a ter sua substituição cogitada 2 vezes (a EuroBrun negociou com Mark Blundell e Marco Greco), não superou nenhuma vez a pré-classificação. 
No restante da temporada, a verba ficou ainda mais reduzida a ponto do brasileiro alegar que teve de correr certa vez com o chassi remendado com fita adesiva a fim de baratear os custos do conserto. Após o GP da Espanha, a equipe fechou suas portas depois de não obter vaga no grid.

## Pilotos
- Oscar Larrauri - O argentino estreou na Fórmula 1 já com uma idade avançada (33 anos em 1988), e disputou oito corridas pela EuroBrun. Voltaria à equipe um ano depois, não se classificando para nenhuma corrida em sua segunda passagem. Continuaria sua carreira disputando corridas de turismo e protótipos.
- Stefano Modena - Foi o responsável pelo melhor resultado da equipe na categoria: um 11º lugar no GP da Hungria, em 1989.
- Gregor Foitek - Lembrado por quase ter comprometido a carreira de Johnny Herbert em acidente na etapa de Brands Hatch da F-3000, Foitek não largou em nenhuma das 11 corridas em que se inscreveu pela EuroBrun. Ele ainda chegou a se inscrever para o Grande Prêmio da Espanha pela equipe Rial Racing, mas não passou da pré-classificação.
- Roberto Moreno - Disputou apenas 2 corridas pelo time, em 1990, e não se classificou na maior parte do ano. Com o encerramento das atividades da EuroBrun, foi convidado por seu amigo Nelson Piquet a ocupar a vaga deixada por Alessandro Nannini na Benetton, uma vez que o italiano havia se acidentado gravemente após a queda de seu helicóptero.
- Claudio Langes - Também com razoável passagem na F-3000, Langes foi o companheiro de Moreno em 1990, e detém uma marca histórica: é o piloto com o maior número de não-pré-classificações na Fórmula 1 (14 no total).